# Ritratto dell'Infante Filippo Prospero
L'infante Filippo Prospero è un dipinto a olio su tela (128,5x99,5 cm) realizzato nel 1659 dal pittore Diego Velázquez. È conservato nel Kunsthistorisches Museum di Vienna.
Vi è ritratto l'infante Filippo Prospero (1657-1661), figlio di Filippo IV di Spagna e della regina Marianna d'Austria, morto all'età di quattro anni.